# Euxoa designata
Euxoa designata là một loài bướm đêm trong họ Noctuidae.